# 수출규제
수출규제, 수출통제, 수출관리, 전략물자관리제도(export control)는 상품, 소프트웨어 및 기술의 수출을 규제하는 법률이다. 일부 품목은 수출국의 이익에 반하는 목적으로 잠재적으로 유용할 수 있다. 이러한 항목은 통제되는 것으로 간주된다. 통제 품목의 수출은 해당 품목의 유해한 사용을 제한하도록 규제된다. 많은 정부가 수출 통제를 시행하고 있다. 일반적으로 법률은 통제 품목을 나열 및 분류하고 목적지를 분류하며 수출업자가 지방 정부 부서에 라이센스를 신청하도록 요구한다.
무기, 군사적 잠재력이 있는 상품, 암호 화폐, 통화, 보석이나 금속을 포함하여 다양한 관할권에서 다양한 상품이 수출 통제 대상이 되어 왔다. 일부 국가에서는 우라늄, 멸종 위기에 처한 동물, 문화 유물, 의약품 등 국내 공급이 부족한 물품의 수출을 금지하고 있다.

## 같이 보기
- 암스 컨트롤
- 멸종위기에 처한 야생동·식물의 국제거래에 관한 협약(CITES)